# Serge Proulx
Serge Proulx (né en 1945) est un sociologue québécois. Spécialiste de la communication et des médias, il est l'un des fondateurs du département de communication de l'Université du Québec à Montréal, institution dans laquelle il a mené l'ensemble de sa carrière et où il est aujourd'hui professeur émérite. Chercheur prolifique, fondateur de divers groupes de recherche, il est également professeur associé à Télécom ParisTech.

## Biographie
Serge Proulx mène des études de sociologie à l'Université de Montréal et à l'École pratique des hautes études. En 1973, il soutient une thèse de doctorat consacrée à la La production sociale du discours publicitaire : sociologie de la pratique publicitaire au Québec sous la direction d'Edgar Morin.  
Embauché comme professeur à l'Université du Québec à Montréal en 1972, il contribue à l'institutionnalisation des études de la communication dans cette université nouvelle, créée trois ans plus tôt. Il considéré comme un « pionnier des études en communication au Québec ».

## Contribution scientifique
Serge Proulx est l'auteur, avec Philippe Breton, de L'explosion de la communication, ouvrage de référence des études en communication, considéré comme «un classique de la discipline ».

### Ouvrages
- 2014. La contribution dans l’univers des médias numériques. Pratiques participatives à l’ère du capitalisme informationnel, (Direction de l’ouvrage avec J.L. Garcia et L. Heaton), Presses de l'Université du Québec, Québec, 290 p.
- 2013. Serge Proulx et Josianne Millette, Médias et transnationalité. Le rôle des médias et d’Internet dans la trajectoire identitaire de jeunes (18-25 ans) issus de l’immigration, Québec, Centre d’études sur les médias, 177 p. (lire en ligne)
- 2012. L’explosion de la communication. Introduction aux théories et aux pratiques de la communication (avec Philippe Breton), Collection « Grands Repères », La Découverte, Paris, quatrième édition, 376 p.
- 2012. Médias sociaux. Enjeux pour la communication (Direction de l'ouvrage avec Mélanie Millette et Lorna Heaton), Presses de l'Université du Québec, Québec, 266 p.

- 2012. Connexions. Communication numérique et lien social (Direction de l'ouvrage avec Annabelle Klein), Presses universitaires de Namur, Namur, 354 p.
- 2012. Les réseaux sociaux sont-ils nos amis ?, éd. en coll. avec Eric Delcroix et Julie Denouël, Paris : Le Muscadier, 128 p. (collection Le Choc des idées)

- 2010. Web social, mutation de la communication, éd. en coll. avec Florence Millerand et Julien Rueff, Québec: Presses de l'Université du Québec, 374 p.

- 2008. L'action communautaire québécoise à l'ère du numérique, éd. en coll. avec Stéphane Couture et Julien Rueff, Québec: Presses de l'Université du Québec, 242 p.

- 2006. Communautés virtuelles. Penser et agir en réseau, éd. en coll. avec Louise Poissant et Michel Sénécal, [Québec]: Presse de l'Université Laval, 361 p.

- 2005. Internet, une utopie limitée. Nouvelles régulations, nouvelles solidarités, éd. en coll. avec François Massit-Folléa et Bernard Conein, [Québec]: Presse de l'Université Laval, 335 p.

- 2004. La révolution Internet en question, Montréal: Québec-Amérique, collection "En question", 144 p.

- 2002. Internet, nouvel espace citoyen?, éd. en coll. avec Francis Jauréguiberry, Paris, L'Harmattan, 249 p.

- 2002. L’explosion de la communication à l’aube du XXIe siècle, en coll. avec Philippe Breton. Paris: La Découverte (nouvelle édition entièrement refondue)

- 1995. Une télévision mise aux enchères. Programmations, programmes, publics, en coll. avec Michèle Martin,  Sainte-Foy: Presses de l'Université du Québec, coll. "Télé-Université", 298 p.

- 1989. L’explosion de la communication. La naissance d’une nouvelle idéologie, en coll. avec Philippe Breton. Paris & Montréal: La Découverte & Boréal (édition de poche : La Découverte/poche, Paris, 1996 ; traduit en arabe, espagnol, portugais, russe, vietnamien, publié en Algérie : Éditions Casbah).

- 1988. Vivre avec l'ordinateur: les usagers de la micro-informatique, éd., Boucherville: Éditions G. Vermette.

## Textes en ligne
- 2010. "Souvenirs, rencontres, perspectives : Entretien avec Serge Proulx", Commposite, vol. 13, no. 1.

- 2007. (en) « Techno-activism as Catalyst in Promoting Social Change ». Conférence, COST Action 298, Moscou, 23-25 mai.

- 2006. « Pratiques de coopération et éthique du partage à l'intersection de deux mondes sociaux. Militants du logiciel libre et groupes communautaires au Québec », en coll. avec Stéphane Couture. In J.-M. Penalva (dir.). Intelligence collective. Rencontres 2006, pp. 137-152. Paris: Presses de l'École des Mines de Paris.

- 2006. « La messagerie instantanée en entreprise. Accélérateur ou frein à la productivité ? », en coll. avec Renato Cudicio. Conférence, Semaine de la connaissance. 26 au 30 juin. Nantes.

- 2005. (en) « Mapping the Virtual in Social Sciences: On the Category of Virtual Community », en coll. avec Guillaume Latzko-Toth. The Journal of Community Informatics, vol. 2, nº 1.

- 2005. Une monographie de communautique. Portrait d’une organisation québécoise orientée vers l’appropriation sociale des technologies de l’information et de la communication en milieu communautaire, en coll. avec Nicolas Lecomte. Working Paper nº 7. Toronto: Canadian Research Alliance for Community Innovation and Networking - Alliance canadienne de recherche pour le réseautage et l'innovation communautaires. Également publié en 2006 sous le titre Portrait d'une organisation québécoise orientée vers l'appropriation sociale des technologies de l'information et de la communication en milieu communautaire, en coll. avec Nicolas Lecomte et Julien Rueff. Notes de recherche du CIRST, 2006-01

- 2005. « Penser les usages des technologies de l’information et de la communication aujourd’hui. Enjeux, modèles, tendances », p. 7-20. In Lise Vieira et Nathalie Pinède (dir.), Enjeux et usages des TIC. Aspects sociaux et culturels. Tome 1. Bordeaux: Presses universitaires de Bordeaux.

- 2003. (en) « The Dilemma of Social Demand: Shaping Media Policy in New Civic Contexts », en coll. avec Marc Raboy et Peter Dahlgren. Gazette: The International Journal for Communication Studies, vol. 65, nº 4-5, pp. 323-329

- 2003. « Hommage à Heinz von Foerster (1911-2002). Le père de la seconde cybernétique ». Hermès, nº 37 ("L'audience: presse, radio, télévision, Internet"), pp. 253-260

- 2002. (en) « Cyberculture, Québec Identity and Globalization ». In Jean-Paul Baillargeon (dir.). The Handing Down of Culture, Smaller Societies and Globalization. Toronto: Grubstreet Books.

- 2001. « La représentation des communautés immigrantes à la télévision francophone », en coll. avec Danielle Belanger. Réseaux, nº 107, pp. 117 à 145

- 2000. « La virtualité comme catégorie pour penser le social : l'usage de la notion de communauté virtuelle », en coll. avec Guillaume Latzko-Toth. Sociologie et sociétés, vol. XXXII (2), Presses de l'Université de Montréal, Montréal, p. 99-122.

- 1998. « Chapitre 4. L'usager en chiffres, l'usager en actes », en coll. avec Cécile Méadel. In Serge Proulx (dir.), Accusé de réception. Le téléspectateur construit par les sciences sociales, Montréal: Presses de l’Université Laval.

- 1996. (en) « When a Showman Pontificates: In the Beginning Was... Moses! », en  coll. avec François Yelle. Canadian Journal of Communication, 21(1).

- 1995. « Vie quotidienne, culture télévisuelle et construction de l'identité familiale », en coll. avec Marie-France Laberge. Réseaux, nº 70, Paris: CNET, p. 121-140.

- 1994. « Communication publique, identité culturelle et rapports sociaux ». Recherches sociographiques, vol. XXXV, nº 1, pp. 87-96.

- 1991. (en) « The Videotex Industry in Québec: The Difficulties of Mass Marketing Telematics ». Canadian Journal of Communication, 16(3).

- 1984. « Présentation: L'informatisation: mutation technique, changement de société? ». Sociologie et sociétés.

- 1983. « Note de lecture sur Jean-Pierre Désaulniers et Philippe Sohet, Mine de rien ». Recherches sociographiques.

- 1979. « Les communications: vers un nouveau savoir savant? ». Recherches sociographiques, vol. XX, nº 1, pp. 103-117.

## Affiliations
- Université du Québec à Montréal (École des médias), professeur titulaire
- Laboratoire de communication médiatisée par ordinateur (LabCMO), directeur honoraire, conseiller scientifique et fondateur.
- Groupe de recherche et d'observation sur les usages et cultures médiatiques (GRM), directeur
- Centre interuniversitaire de recherche sur la science et la technologie (CIRST), membre régulier.
- École nationale supérieure des télécommunications (ENST), Département de Sciences économiques et sociales, chercheur associé.
- Université de la Méditerranée - Aix-Marseille II, École de journalisme et de communication (EJCM), professeur associé.
- Hexagram, Institut de recherche et création en arts et technologies médiatiques, membre régulier.
- Centre de recherche sur l’intermédialité (CRI), membre associé.
- Conseil scientifique de France Telecom (Paris), membre.
- Conseil scientifique du Centre d’études sur les médias (CÉM - Québec), membre.
- Conseil scientifique du Laboratoire des usages de Sophia-Antipolis (France), membre.
- Conseil scientifique de l'opération « Ordina 13 » du Conseil général, Département des Bouches-du-Rhône, Marseille, membre.
- Laboratoire « Communication et politique », CNRS (Paris), membre.
- Laboratoire « Communication, culture et société » (ÉNS, Lyon), membre.